# Nord global

În albastru, acele țări care ar putea fi considerate parte a Nordului Global.

Nordul global este un termen folosit în studiile postcoloniale, transnaționale și altermondialiste, care poate face referire atât la lumea întâi, cât și la ansamblul țărilor dezvoltate. În general, se caracterizează prin adunarea țărilor bogate economic, care au acces la tehnologii avansate, cu sisteme politice stabile și o speranță de viață ridicată.